# Protambulyx euryalus
Protambulyx euryalus är en fjärilsart som beskrevs av Rothschild och Jordan 1903. Protambulyx euryalus ingår i släktet Protambulyx och familjen svärmare. Inga underarter finns listade i Catalogue of Life.